# V dvizjenii
V dvizjenii (russisk: В движении) er en russisk spillefilm fra 2002 af Filipp Jankovskij.

## Medvirkende
- Konstantin Khabenskij – Aleksandr Gurjev
- Oksana Fandera – Vera
- Oksana Akinsjina – Anja
- Fjodor Bondartjuk – Gazizov
- Marina Golub